# Theorien zum Steintransport beim Bau der ägyptischen Pyramiden
Es gibt vielfältige Theorien zum Steintransport beim Bau der ägyptischen Pyramiden.
Bis heute ist nicht geklärt, wie die schweren Steinblöcke mit einem durchschnittlichen Gewicht von 2,5 Tonnen beim Bau der ägyptischen Pyramiden bewegt und aufgeschichtet wurden. Es gibt und gab zahlreiche Auseinandersetzungen zwischen Wissenschaftlern und Ingenieuren, wie diese Leistung logistisch und technologisch bewerkstelligt werden konnte. Jede der aufgestellten Theorien muss daraufhin überprüft werden, ob mit ihr auch der Transport der bis zu 40 Tonnen schweren Deckenplatten für die Grabkammern im Inneren der Pyramiden erklärt werden kann.

## Rampentheorien

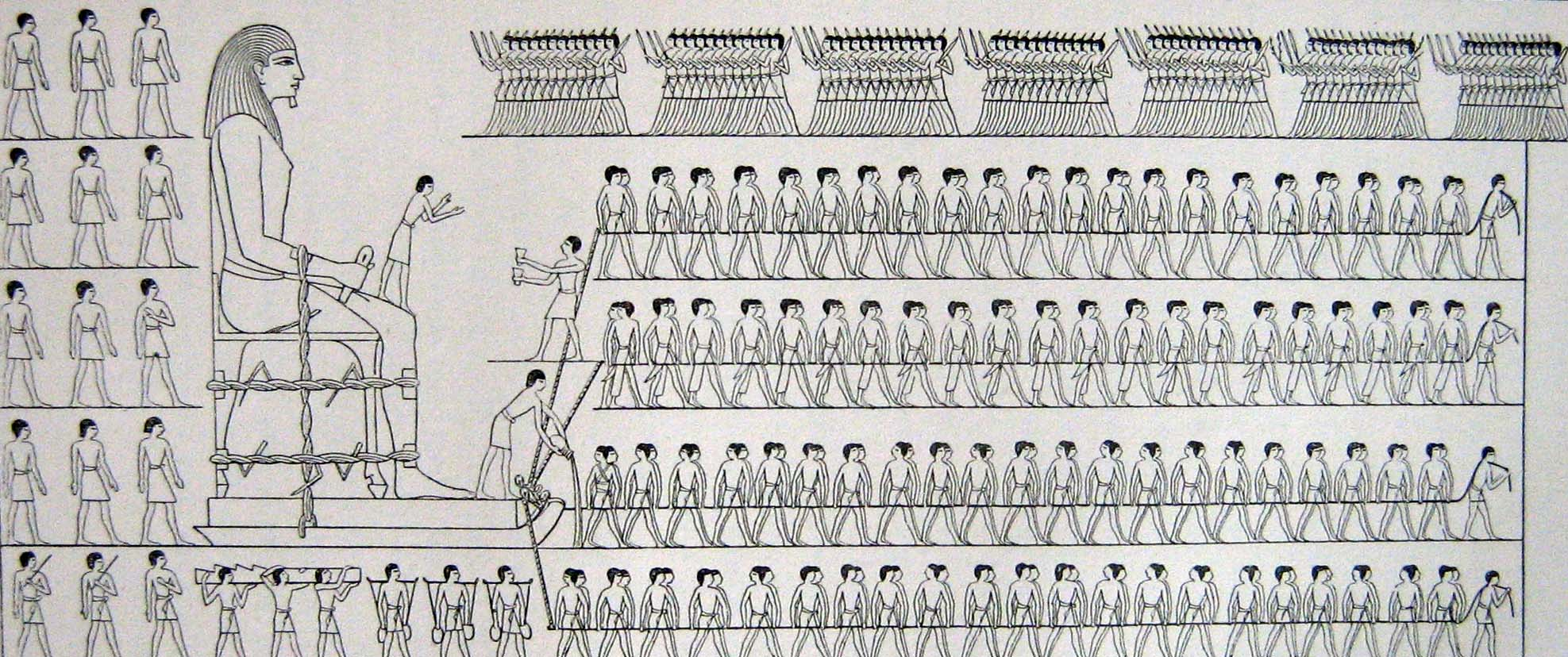
Darstellung des Djehutihotep-Koloss, der mit Wasser als Gleitmittel gezogen wird, etwa um 1840 v. Chr. während der Regierung von Sesostris II., 12. Dynastie

Gerade Außenrampe

Zickzack-Rampe,
Kombination aus innen- und außenliegender Rampe,
Spiralförmige Rampe

Alle Rampentheorien gehen davon aus, dass die Steinblöcke auf Holzschlitten bzw. über Rollen von Arbeitern bzw. Rindern gezogen wurden. Um den Reibungswiderstand der Schlitten zu verringern, wurden Gleitmittel oder Rollen unter den Kufen verwendet. Es gibt altägyptische Abbildungen, die derartige Schlitten zeigen, die an Seilen von vielen Arbeitern (auf einer horizontalen Ebene) gezogen werden und steinerne Standbilder mit einem geschätzten Gewicht von bis zu 50 Tonnen transportierten. Das Prinzip der im Vergleich zur Gleitreibung viel geringeren Rollreibung zwischen zwei Flächen mit dazwischen befindlichen Kugeln oder auch feinkörnigem Sand war im Alten Ägypten bekannt.
Eine 2014 veröffentlichte Studie zeigte, dass Wasser als Gleitmittel in der richtigen Menge die notwendige Zugkraft um die Hälfte reduziert und es zu keiner Bremswirkung des Sandes kommt.
Im Jahr 2018 entdeckten Wissenschaftler nahe Hatnub in einem der dortigen Alabastersteinbrüche die Überreste einer Rampe, die den Transport von Steinen ermöglichte und somit die Rampentheorie stützen könnte. Sie wurde datiert auf die Regierungszeit von Cheops. Die Rampe besteht aus einer glatten Wegfläche mit zwei Treppen rechts und links mit zahlreichen Pfostenlöchern. Sie ist mehrere Meter breit. An den Pfosten als Umlenkeinrichtungen wurden vermutlich Seile befestigt, welche die Zugarbeit erleichterten, indem die Zugmannschaften entlang der Rampe abwärts laufen konnten. Auf diese Weise erhöhte sich die Zugleistung durch das abwärts gerichtete Körpergewicht. So konnten 20° Steigung überwunden werden.

### Gerade Außenrampe
Dieser Rampentyp wäre gerade auf die Bauebene der Pyramide zugeführt worden und mit dem Wachsen der Pyramide ebenfalls kontinuierlich in die Höhe gebaut worden.
Die Cheops-Pyramide war ursprünglich 280 Ellen (146,5 m) hoch (heute: 138,75 m), die Seiten sind 440 Ellen (im Mittel 230,3 m) lang und die Seitenflächen haben einen Rücksprung (Seked) von 22 Fuß auf eine Elle. Dies entspricht einem Neigungswinkel von 51°50'33". Die Pyramide wurde aus rund 3 Millionen Steinblöcken errichtet, deren durchschnittliches Gewicht je bei 2,5 t liegt. Eine senkrecht auf die Pyramide zuführende Rampe müsste bei einem Neigungswinkel von 20° rund 460 m lang sein. Sie würde ca. 340 m vor der Pyramide beginnen. Das Gizeh-Plateau lässt eine derartige Anordnung nicht zu.

### Innen- und außenliegende Rampen
Auch eine Kombination aus innen- und außenliegenden Rampen ist denkbar. Eine gerade Außenrampe müsste nur in eine Höhe von einem Drittel der Gesamthöhe geführt werden, um die Grabkammer zu erreichen. In dieser Höhe sind rund 80 % des Steinmaterials für die Pyramide verbaut. Im oberen Bauabschnitt würden die Rampen innerhalb des Pyramidenvolumens angelegt werden.

### Tangentialrampen

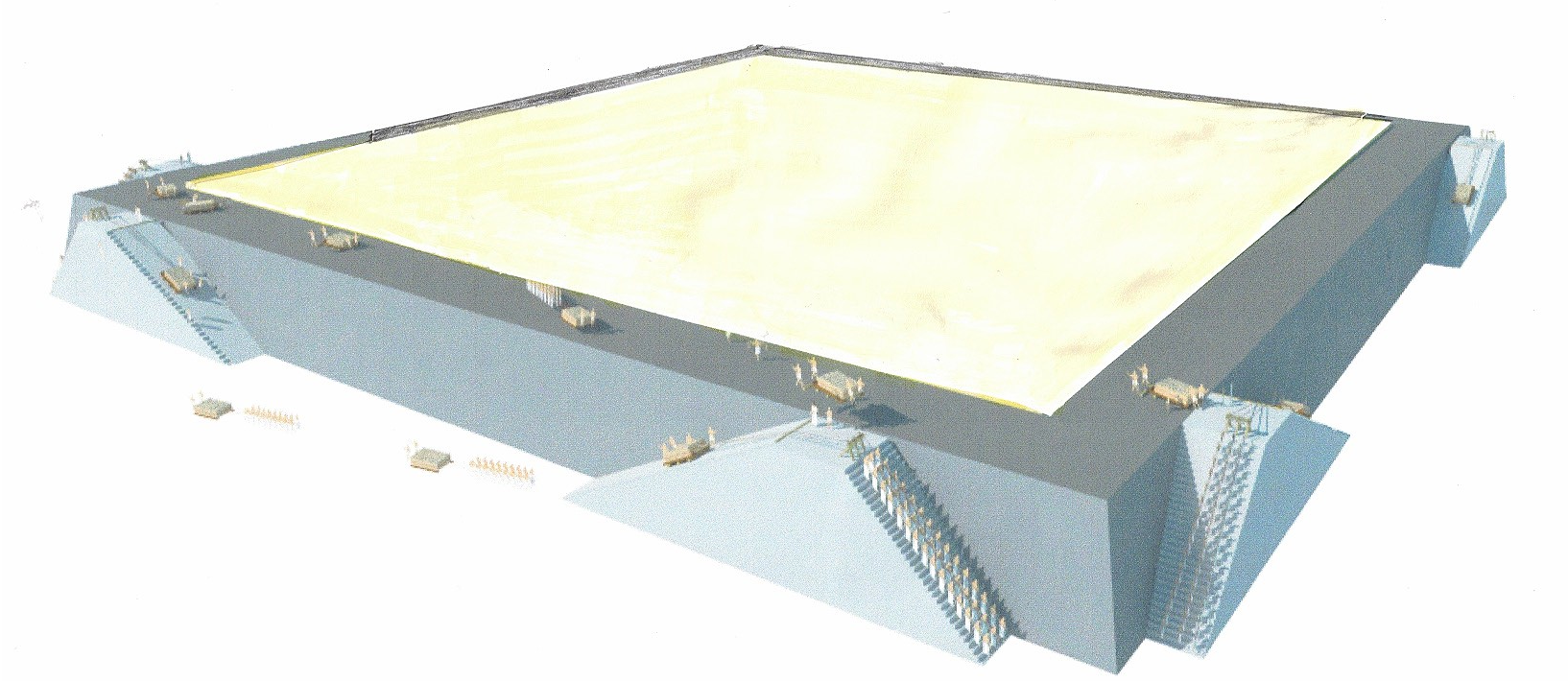
Bau des Kernmauerwerks mit Tangentialrampen

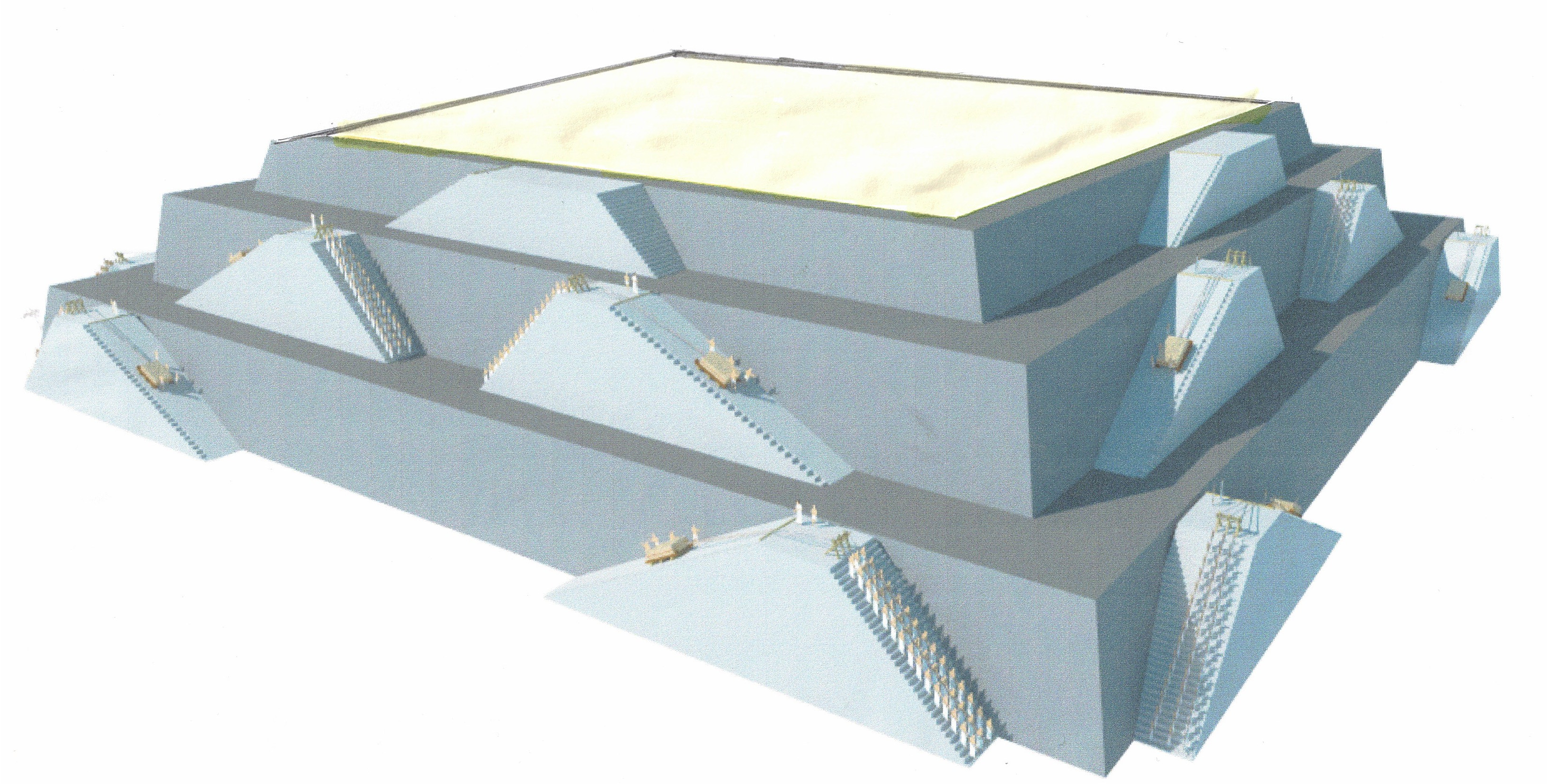
Bau des Kernmauerwerks mit Tangentialrampen

Für eine möglichst kurze Bauzeit der Pyramiden musste möglichst auf allen vier Seiten gleichzeitig der Transport von Steinen und deren Einbau erfolgen. Mit parallel zu den Außenflächen angeordneten Tangentialrampen wäre dies möglich. Über derartige Rampen mit einer Neigung von 2:1 (26,5°) konnten die Steine nach oben gezogen werden. Die Zugmannschaft lief über eine Treppe abwärts. Diese Theorie wurde 2007 veröffentlicht und geht von einem zu errichtenden Rampen-Systemen aus: Zeitgleich werden das Kernmauerwerk und die Außenverkleidung mit Hilfe von Rampen errichtet. Die Außenverkleidung wird dann zusammen mit dem Rückbau der Rampen von oben nach unten geglättet.
Ein neuerer Ansatz bindet die Annahme dieser Bauform in die Betrachtung der gesamten Bauabläufe sowie die Analyse der frühen Pyramidenbauphase mit inneren Stufenkern ein und berücksichtigt erstmals den Sonderfall der ringförmigen Pyramidenerweiterungen der Djoser- und Meydum-Pyramide. Aus allen Einzelerkenntnissen ergibt sich als effektivste Transportform zwei Tangentialrampenwege je für Belieferung und Abtransport, die abschnittsweise im Bypass-Prinzip verlegt wurden, um das Mantelmauerwerk dort, wo die Rampe aufsaß, komplettieren zu können. Die effektive Bauorganisation in Baulose und deren Vermessung und Kontrolle erforderte den Bau eines solchen Großvolumens in einem Modul, in das sich die Transportwege und Rampen einpassten. Bei der Djoser- und Meydum-Pyramide war das Mauerwerk noch grob, hier sorgten die inneren Stufen für das Modul; für das einheitlichere, großmaßstäbliche Mauerwerk der Gizeh-Pyramiden wurde das Modul am Bau eingemessen; die Pyramidenkanten blieben frei, sie mussten regelmäßig nachjustiert werden. Das Grundmaß von zehn Ellen (etwa 5 m) war auch das Grundmaß der Rampe, es ermöglichte einen Zugtransport alle 2,5 Minuten, in größerer Höhe bei kleinerer Baufläche wurden die Rampen schmaler. Menschliche Zugmannschaften waren hierfür völlig ausreichend; entscheidend war die reibungslose Organisation der Baulose. Das Rampengefälle sollte 10 % nicht übersteigen; das wird bei einer stärkeren Pyramidenneigung geometrisch problematisch, was auch der Grund für die Knickänderung der Knickpyramide sein dürfte.

### Spiralförmige Rampe

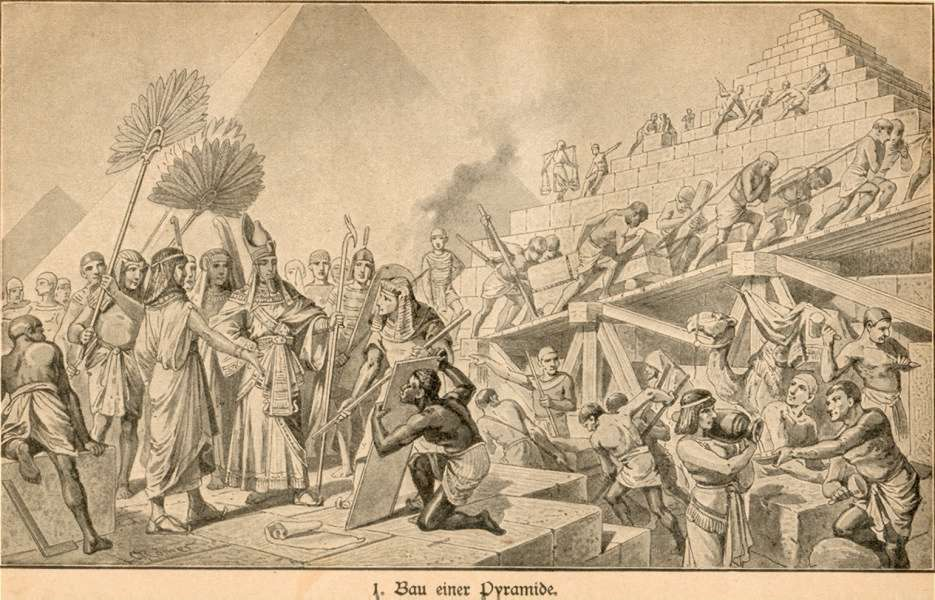
Pyramidenbau mit spiralförmiger Rampe

Spiralförmigen Rampen könnten außen an der Pyramide entlang gebaut werden. Da sie die Schrägflächen der Pyramide auf allen vier Seiten bedecken müssten, brauchten sie gegenüber Tangentialrampen verhältnismäßig viel Baumaterial und hätten auch durch die Bedeckung der Kanten eine periodische Vermessung und Justierung des anspruchsvollen pyramidalen Bauvolumens unmöglich gemacht. Der renommierte Archäologe Mark Lehner hält trotz dieser Bedenken an dieser Hypothese fest, da der Schrägmantel beim Bau noch nicht geglättet, also ohnehin keine Fluchtung möglich war. Allerdings verhinderten überstehende Steinbuckel keine Vermessung beispielsweise an den Fugen oder Graten, während Spiralrampen den Bau vollständig eingegraben hätten.
Spiralrampen waren jedoch bei den frühen Stufenpyramiden eine Möglichkeit, und zwar im oberen Bereich einer Stufenpyramide, da dort die Kantenlänge der Stufen geringer war, ein praktikables Rampengefälle also nur durch Streckung eingehalten werden konnte, etwa durch eine Spirale. Die Vermessung war in diesem Fall bereits durch die Stufenanlage selbst erfolgt, außerdem dienten die Stufen als Auflager. Bei der Schrägpyramide konnten dagegen nur Serpentinen ein Auflager für Rampen herstellen.
Rampenmodelle, die mehrere Rampenpfade verwenden, welche auf der inneren Stufenpyramide auflagen, benötigten relativ wenig Rampenmaterial und verfügten über genügend Transportkapazität.
Eine spiralförmig auf einer kegelförmigen Sandschüttung angeordnete Rampe schlägt Saas vor.

### Tunneltheorie

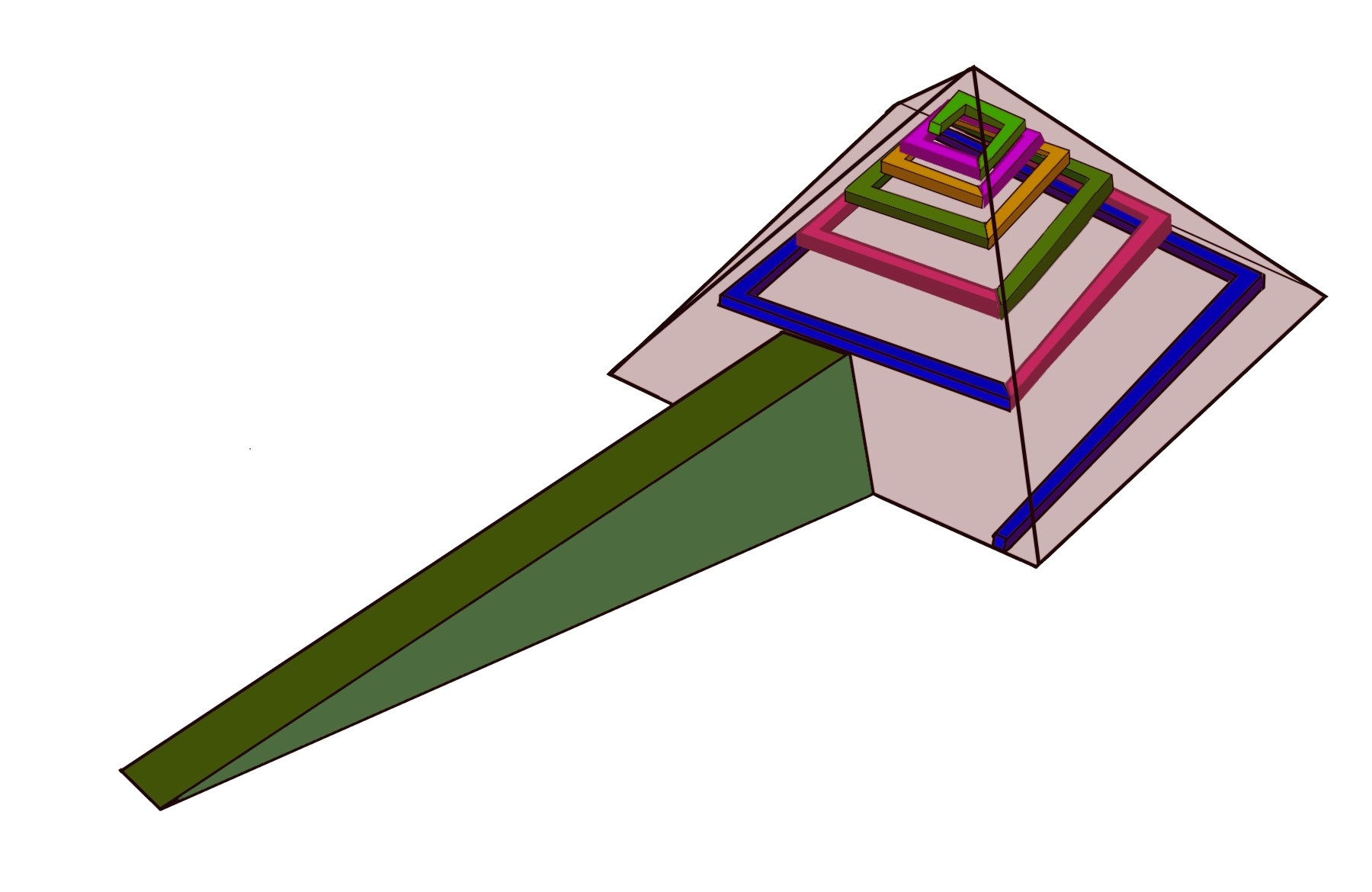
Äußere und innere Rampe (Jean-Pierre Houdin)

Die Tunneltheorie ist eine Abwandlung der spiralförmigen Rampen, bei der die Rampen als Tunnel ausgeführt innerhalb der Pyramide liegen. Die Ecken der Pyramide wären offen und die Steine könnten dort gedreht werden. Die Tunnel hätten nach Beendigung des Pyramidenbaus von oben nach unten verfüllt werden können. Bei dieser Annahme entfällt das Baumaterial, die bei seitlichen Rampen oder einer um die Pyramide sich herumwindenden Rampe notwendig gewesen wären, dafür mussten die Tunnel überwölbt werden. Die Theorie wurde von Jean-Pierre Houdin vorgeschlagen. Bisher wurden keine Tunnel nachgewiesen.

### Treppentheorie
Herodot berichtet, die Verkleidungssteine seien zum Schluss geglättet worden, und zwar von oben nach unten. Sie seien vorher „abgestuft wie Treppen oder wie Absätze oder Altarstufen“. Wenn man Herodot Glauben schenkt, dann wurden die Pyramidenflanken zunächst als Treppe ausgeführt und damit für eine große Zahl von Bauarbeitern und Hilfskräften gleichzeitig begehbar gemacht. Ein Verkleidungsstein kann z. B. drei Treppenstufen à 24 cm aufweisen, die zum Bauende abgemeißelt, also geglättet werden (Pyramiden mit vorhandenen Außentreppen sind aus Mittelamerika bekannt). An einigen Stellen der Flanken fehlen die Stufen, sodass hier aufwärts führende Rinnen entstehen, die als glatte Führungen für die Schlitten mit den Steinblöcken dienen. Zu beiden Seiten der Rinne ist genügend Platz für größere Zugmannschaften an vielen Seilen, die sicheren Stand auf den Stufen finden, um ca. 20 kg pro Mann aufwärts zu ziehen, ohne sich selbst nach oben zu bewegen. Fliegender Wechsel der Ersatzmannschaft ist möglich. Im Notfall kann der Schlitten an jeder Stelle in der Rinne verkantet werden, sodass er sich selbst hemmt und keine Katastrophe auslöst. Die Treppentheorie stellt somit einen Spezialfall der Rampentheorien dar, in der die Pyramidenflanke selber als Rampe fungiert.
Die Rinne wird rutschig gehalten; sie wird nicht betreten, sondern auf einer Planke überquert. Die Treppe dient als breiter Nachschubweg für Mannschaften, Werkzeug und Wasser. Das Aufsetzen des Pyramidions wird durch die vier zulaufenden Treppen an der Spitze technisch möglich gemacht.
Da keine Sichtbehinderung durch Hilfsbauwerke besteht, erklärt die ständige Nachmessung des Baukörpers die außerordentliche Präzision des Bauwerks insgesamt. Die Erstnutzung als Aufweg erklärt den hohen Aufwand für die Verkleidung.

## Aufzugstheorie
Über schlittenähnliche Transportmittel wurde jeder Steinquader in einem Korb über eine Rampe aus festem Nilschlamm an der Pyramidenaußenseite in die Höhe geschleift, während gleichzeitig auf einer parallel liegenden Bahn daneben ein Korb mit Gegengewicht, der über Seile und Umlenkrollen mit dem Lastkorb verbunden war, nach unten rutschte. Als Gegengewicht wurden menschliche Arbeiter verwendet. War der Lastkorb mit dem Stein auf der obersten Ebene angekommen, kletterten die Arbeiter wieder nach oben, um für den nächsten Stein als Gegengewicht zu fungieren. Zur Vereinfachung der Arbeitsorganisation beim Wechsel auf die nächsthöhere Bauebene gab es Aufzüge auf unterschiedlichen Pyramidenflanken. In den oberen Regionen des Bauwerks wurde der Gegengewichtsaufzug wegen Platzmangel nicht mehr auf der gleichen, sondern auf der gegenüberliegenden Pyramidenflanke angeordnet, wodurch die Umlenkpunkte entfielen.
Die sehr viel schwereren Granitblöcke für die Überdachung der Grabkammern befanden sich bei dieser Theorie bereits in einem sehr frühen Stadium auf der unfertigen Pyramide und wurden zum Beispiel mittels Hebel und Stützkonstruktionen durch viele kleine Hebelvorgänge und anschließende Unterfütterungen oder über kurze Rampen von einer Bauebene auf die nächste befördert.

### Senkrechter Aufzug
Eine Variante dieser Theorie ist ein Gegengewichtsaufzug mit zwei senkrechten Schächten, die nahe dem Zentrum der Pyramidengrundfläche angeordnet waren. Die Schächte wurden über Tunnel von außen erreicht, die später wieder verschlossen wurden. Ab einer gewissen Höhe wurde die Pyramide als Turm mit senkrechten Seitenwänden weitergebaut, um immer eine ausreichende Arbeitsfläche zur Verfügung zu haben. Der Turm (der auch aus kleineren Steinen gemauert werden konnte) wurde nach Abschluss der Pyramide wieder zurückgebaut. Die Ägyptologin Christine El Mahdy hat sich mit alten Quellen zu diesem Thema auseinandergesetzt und favorisierte den Bau über Schächte gegenüber allen Rampentheorien.
Bernhard Kerres schlägt ebenfalls ein Aufzugsystem, bestehend aus zwei Schächten, vor. Der Wechselaufzug wird durch das Gewicht einer Arbeitergruppe nach unten bewegt und somit das Steinmaterial nach oben gezogen.

### Seilwinden-/Umlenkrollentheorie
Die Seilwindentheorie stellt eine Abwandlung der Aufzugstheorie dar, in der das Gegengewicht des Aufzugs durch Seilwinden ersetzt wird, die von Menschen oder Tieren gedreht werden. Der Einsatz von Flaschenzügen könnte die notwendige Kraft zum Heben bzw. Schleifen der Aufzugskörbe verringert haben. Über Umlenkrollen könnte der Zug von der Pyramidenbasis aus ausgeübt worden sein, ohne Umlenkrollen hätten die Arbeiter oder Zugtiere auf der Bauebene ziehen müssen.

## Krantheorie
Die Steinblöcke wurden in Körbe verfrachtet, die von Kränen, die auf jeder Pyramidenebene standen, von einer Ebene zur nächsten befördert wurden. Die Kräne waren so angeordnet, dass sie sich die Blöcke gegenseitig von einer Ebene zur nächsten reichen konnten. Der Kran funktionierte wie eine Balkenwaage mit einem Last- und einem Gegengewichtskorb. Als Gegengewicht dienten wiederum Menschen, die in den zweiten Korb stiegen. Oben angekommen wurde der Waagebalken um sein Auflager gedreht, bis der Steinblock abgelegt werden konnte. Die Arbeiter, die als Gegengewicht fungierten, hingen nun außerhalb der Pyramide und verließen über ein Seil nach unten oder eine Gangway den Korb. Der nächste Kran nahm den Lastkorb auf und beförderte ihn weiter. Statt der Balkenwaagen-Konstruktion können auch Hebeböcke mit Zugvorrichtungen zum Einsatz gekommen sein.
Gegen die Aufzugs- und Krantheorien spricht, dass noch keine Verankerungen für derartige Vorrichtungen in oder an einer Pyramide gefunden wurden. Diese könnten allerdings auch später mit nachgeschobenen Steinen wieder verschlossen worden sein.

## Kombinationstheorien
Denkbar sind Bautechniken, die eine Kombination der genannten Theorien darstellen. So ist es möglich, dass die Pyramiden bis zu einer gewissen Höhe über Rampen mit Steinen beliefert wurden, z. B. bis zur Höhe der Grabkammerdecken in ca. 50 Metern, was einem gebauten Pyramidenvolumen von etwa 80 % entspricht. Danach ist dann eine der anderen beschriebenen Transportmethoden für die weiteren Steinquader zur Anwendung gekommen.

## Dokumentationen
- Ägyptens Baumeister. Die großen Rätsel der Pyramiden. (Originaltitel: Pyramids Builders: New Clues.) TV-Dokumentation von Florence Tran und Josselin Mahot, F 2018, deutsche Synchronfassung ZDF/ ZDFinfo 2020.